# یواس‌اس الفراید (اس‌پی-۹۸۸)
یواس‌اس الفراید (اس‌پی-۹۸۸) (به انگلیسی: USS Elfrida (SP-988)) یک کشتی بود که طول آن ۱۰۱ فوت ۶ اینچ (۳۰٫۹۴ متر) بود. این کشتی در سال ۱۸۸۹ ساخته شد.